# Hátszegi Ernő
Hátszegi Ernő, családi nevén Zuckermandel (Hátszeg, 1904. március 25. – Bnei Bark, Palesztina, 1948) újságíró.

## Életpályája
1922-től 1926-ig a kolozsvári Consum közgazdasági lap munkatársa. Párizsi tanulmányútján újságíró akadémiát és kereskedelmi tanfolyamot végzett, hazatérve 1928-tól 1940 szeptemberéig a RADOR hivatalos román távirati iroda külügyi osztályának szerkesztője, egyidejűleg a kolozsvári Új Kelet bukaresti tudósítója. Ady – Poésies címmel Emil Carasso francia íróval társulva – családi nevén – Ady-versek francia fordítását jelentette meg az Aujourd'hui c. folyóirat kiadásában (Párizs 1926).  gettósítás előtt családjával Romániába szökött, majd a Kazbek hajón alijázott Palesztinába. Az Afikim kibucban írta meg Kazbek című könyvét. Mindazonáltal nem tudott új egzisztenciát teremteni magának, ezért fizikai munkát vállalt. 1948-ban egy bné-bráki malom építésénél dolgozva lezuhant az ötödik emeletről és meghalt.[forrás?]
Önálló verseskötete: Olvastam a csillagokban (Kv. 1927).